# عملية دهس في تل ابيب 2024
عملية دهس في تل أبيب أو عملية تل أبيب في 27 أكتوبر 2024، وقعت عملية دهس كبيرة في تل أبيب أدت إلى إصابة ما لا يقل عن 50 شخصاً، بينهم 15 في حالة خطرة. الهجوم استهدف محطة حافلات في منطقة غليلوت شمال تل أبيب، ويقال إن معظم المصابين جنود إسرائيليون. بعد دهسهم، نزل السائق من الشاحنة وحاول استخدام سكين، قبل أن تتدخل الشرطة وتطلق النار عليه. لم تكشف تفاصيل إضافية عن وضع السائق بعد ذلك.

## الهجوم

### الهجوم
في 27 أكتوبر 2024، شهدت مدينة تل أبيب هجوماً كبيراً باستخدام شاحنة دهست مجموعة من الأشخاص بالقرب من محطة حافلات في منطقة غليلوت شمال المدينة. أسفر الهجوم عن إصابة ما لا يقل عن 50 شخصاً، بينهم 15 في حالة خطرة، وكان معظم المصابين من الجنود الإسرائيليين. بعد تنفيذ عملية الدهس خرج السائق من الشاحنة حاملاً سكينا، وحاول الاعتداء تطلق الشرطة النار عليه وتوقفه

### تداعيات ما بعد الهجوم في تل أبيب
بعد حادث الدهس الذي وقع في 27 أكتوبر 2024 شمال تل أبيب وأدى إلى إصابة 50 شخصاً، تصاعدت التوترات الأمنية في إسرائيل. الحادث استهدف محطة حافلات في منطقة غليلوت، حيث قام السائق بدهس مجموعة من الجنود والمدنيين، ثم حاول الاعتداء بسكين قبل أن تطلق الشرطة النار عليه الهجوم أثار حالة من الاستنفار في الأجهزة الأمنية التي قامت بزيادة التدابير الأمنية في المنطقة وحول المنشآت الحيوية في إسرائيل خوفاً من هجمات مشابهة.

## ردود الفعل

### إسرائيل
أفادت تقارير إسرائيلية عن انتشار قوات الأمن حول الموقع وإغلاق المنطقة بشكل مؤقت لمنع تكرار الحادث وتأمين المصابين. كما شهد الهجوم تفاعلاً واسعاً من المجتمع المحلي والإسرائيليين بسبب العدد الكبير من الإصابات.

### فلسطين
أعلنت حركتا حماس والجهاد الإسلامي دعمهما للهجوم ووصفته الحركات بـ "البطولي معتبرة أنه يأتي كرد على "الجرائم الإسرائيلية" تجاه الشعب الفلسطيني. وأكدت الحركات أن مثل هذه العمليات تأتي في إطار تصعيد المقاومة